# Áed III Aired
Áed III Aired, Áed III Airech („Szlachetny”) lub Áed III Airdd (zm. 698 r.) – król Dál nAraidi na terenie irlandzkiego Ulaidu (Ulster) od 690 r. do swej śmierci.
W VI i VII w. królestwo Dál nAraidi było częścią konfederacji plemion Cruithni na terenie krainy Ulaid. Áed był członkiem klanu Uí Dercu Chéin, który zamieszkiwał w dolinie rzeki Lagan na granicy obecnych hrabstw Down i Antrim. 
Według Księgi z Leinsteru objął władzę nad Dál nAraidi po śmierci Aililla mac Dúngaile (zm. 690). Zaś jego następcą został brat poprzednika, Cú Chuarán mac Dúngaile. Roczniki pod r. 698 rejestrują śmierć Áeda w bitwie pod Telach Garraisc w Fernmag (Farney, hr. Monaghan) wraz z Conchobarem Macha mac Máele Dúin, królem Airthir (plemię Airgíalla w ob. hr. Armagh). Prawdopodobnie byli oni sprzymierzeńcami walczącymi przeciw Uí Cremthainn (inne plemię Airgialla na wschodzie hr. Fermanagh i północy hr. Monaghan). Inna wersja, znajdująca się „Rocznikach Fragmentarycznych”, informuje, że Conchobar był jego wrogiem i z tego powodu pozabijali się nawzajem w bitwie. Przyczyną wojny mogła być ochrona kościelnej niezależności Armagh od Uí Néill, którzy podporządkowali od siebie Airgíalla.